# Паскунджі

Паскунджі — в грузинських міфах і фольклорі — драконоподібний птах.
Згідно з міфами, паскунджі відрізнялася могутньою силою і ненажерливістю. Пір'я з її крил були наділені магічними властивостями. Дотик пера паскунджі виліковує рани. А спаленням пера можна викликати її саму. За легендою, живучи в нижньому світі, паскунджі виводить героя у верхній світ на знак подяки за порятунок своїх дітей від гвелешапі (дракона). У фольклорі паскунджі уподібнювалася людській істоті.
Згідно з деякими повір'ями, паскунджі — це злі птахи, які ворогують з людьми і завдають їм шкоди. Образ паскунджі зазнав значного впливу іранських уявлень про птаха Сімург.